# Церква Воздвиження Чесного Хреста Господнього (Саранчуки)
Церква Воздвиження Чесного Хреста Господнього в Саранчуках — парафія і храм греко-католицької громади Бережанського деканату Тернопільсько-Зборівської архієпархії Української греко-католицької церкви в селі Саранчуки Тернопільського району Тернопільської области.

## Історія церкви
Перша згадка про дерев'яний храм, збудований за кошти графа Станіслава Потоцького, датується 1750 роком у візитації Завалівського деканату Львівської єпархії.
За спогадами старожилів, теперішній мурований храм був зведений приблизно у 1860-х роках. До 1946 року він належав УГКЦ. З 1946 по 1990 рік парафія та храм перебували у юрисдикції Російської Православної Церкви. У 1991 році, під керівництвом священника М. Підлипного, громада одноголосно ухвалила рішення повернутися до лона УГКЦ.

## Парохи
- о. Омелян Король (до 1924),
- о. Омелян Кордуба (до 1941),
- о. Богдан Романишин (1941—1984),
- о. Михайло Підлипний,
- о. Володимир Заболотний (1993—1995),
- о. Михайло Коваль (1995—1997),
- о. Петро Статків (1997—1998),
- о. Володимир Кіселик (з 1998).